# Stetten (Hohenfels)
Stetten ist ein Gemeindeteil des Marktes Hohenfels im Landkreis Neumarkt in der Oberpfalz in Bayern.

## Geographische Lage
Das Dorf liegt im oberpfälzischen Jura der Südlichen Frankenalb etwa 2,5 km südwestlich von Hohenfels auf ca. 540 m ü. NHN. Stetten ist umgeben von drei Erhebungen, die bis 583 m ü. NHN ansteigen. Durch den Ort führt von Raitenbuch her die Kreisstraße NM 33, die nach Degerndorf führt. Circa 1,5 km südlich verläuft die Bundesautobahn 3; die nächsten Auffahrten sind die AS 94 Parsberg im Westen und die AS 95 Beratzhausen im Südosten.

## Geschichte
Stetten war im Mittelalter ein Ort in der 1331 begründeten Hofmark Raitenbuch. Zum Amt Hohenfels selbst zinste in „Steten“ laut den Salbüchern von 1494/1500 und 1567 ein Gut; seit dem 16. Jahrhundert war die Hofmark Raitenbuch diesem Amt unterworfen. Jedoch ging durch Stetten die Grenze zwischen dem Amt Hohenfels und dem Amt Velburg. Gegen Ende des Alten Reiches, um 1800, bestand das Dorf aus einem Halbhof und acht kleineren Anwesen.
Im Königreich Bayern wurde um 1810 der Steuerdistrikt Raitenbuch im Landgericht Parsberg (später Landkreis Parsberg) aus zwölf Orten gebildet, darunter das Dorf Stetten. Mit dem zweiten bayerischen Gemeindeedikt von 1818 entstand daraus die Ruralgemeinde Raitenbuch mit nunmehr sieben Orten, darunter wiederum Stetten. Diese Gemeinde wurde zum 1. Mai 1978 nach Hohenfels eingemeindet.

### Gebäude- und Einwohnerzahl
- 1830: 40 Einwohner, 10 Häuser[7]
- 1838: 42 „Seelen“, 10 Häuser[8]
- 1861: 50 Einwohner, 18 Gebäude[9]
- 1871: 43 Einwohner, 27 Gebäude, an Großviehbestand 1873 31 Stück Rindvieh[10]
- 1900: 36 Einwohner, 11 Wohngebäude[11]
- 1925: 47 Einwohner, 9 Wohngebäude[12]
- 1950: 54 Einwohner, 10 Wohngebäude[13]
- 1970: 51 Einwohner[14]
- 1987: 49 Einwohner, 11 Wohngebäude, 11 Wohnungen[15]

### Kirchliche Verhältnisse

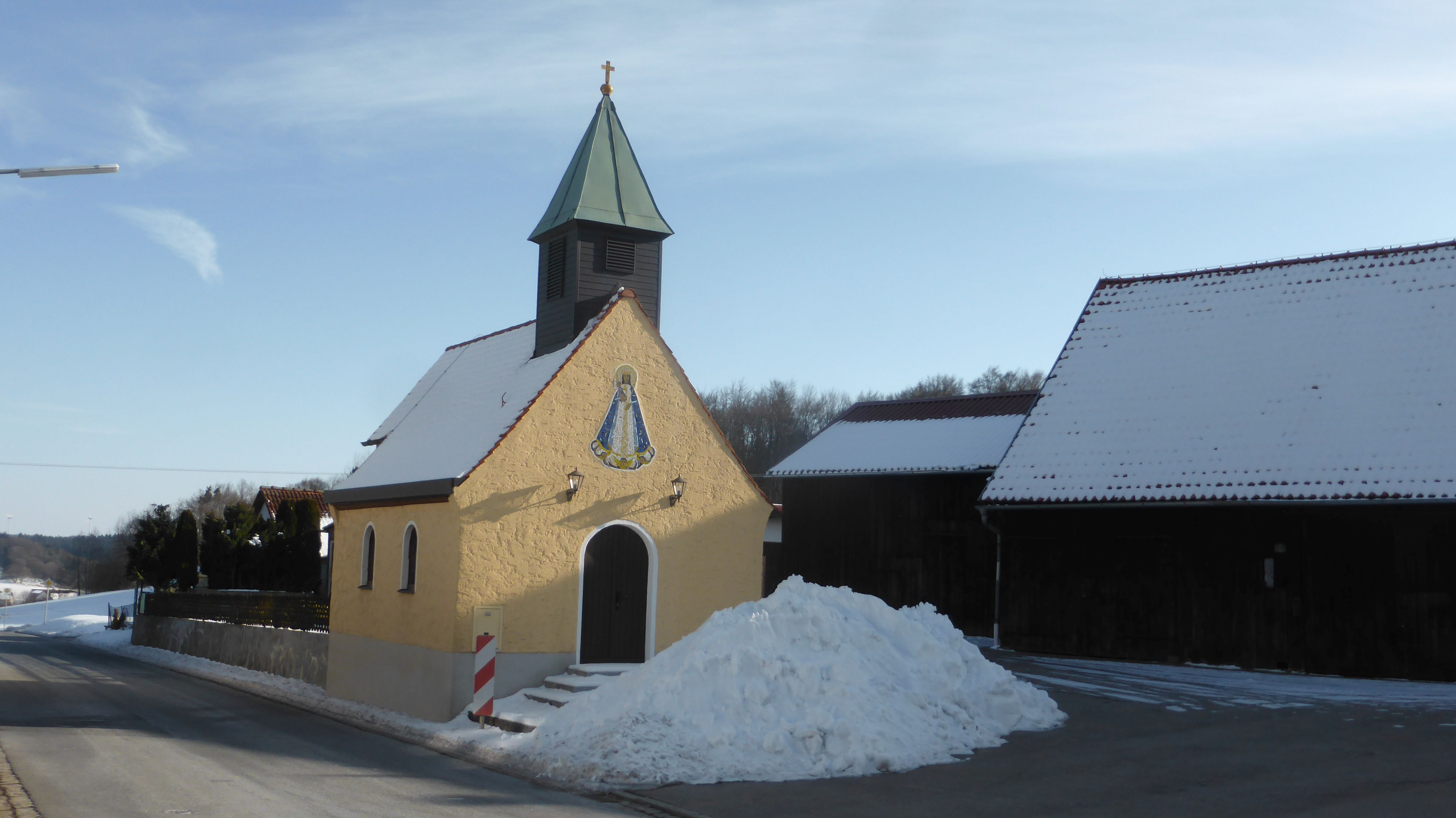
Dorfkapelle „Maria, Königin des Friedens“

Stetten gehörte im 19. Jahrhundert zur katholischen Pfarrei Hohenfels im Bistum Regensburg. Die Kinder gingen im 19. und frühen 20. Jahrhundert dorthin (4 km weit), um 1925/1950 1 km weit nach Raitenbuch in die katholische Schule. Die Stettener Dorfkapelle ist Maria, Königin des Friedens, geweiht.

## Sonstiges
Im Bereich des Truppenübungsplatzes Hohenfels gibt es ca. 2,2 km südöstlich von Ransbach eine Wüstung Stetten mit untertägigen mittelalterlichen und frühneuzeitlichen Befunden als Bodendenkmäler.